# Windtech Parapentes
Windtech Parapentes (en inglés: Windtech Paragliders) es un fabricante de aeronaves español con sede en Gijón y fundado en 1994. La compañía especializa en el diseño y fabricación de parapentes, así como paracaídas de rescate.
A mediados de la década de 2000, la compañía había establecido una línea completa de parapentes, entre los que destcan el tándem de dos plazas Bantoo y el Coral para entrenamiento de vuelo.

## Aircraft

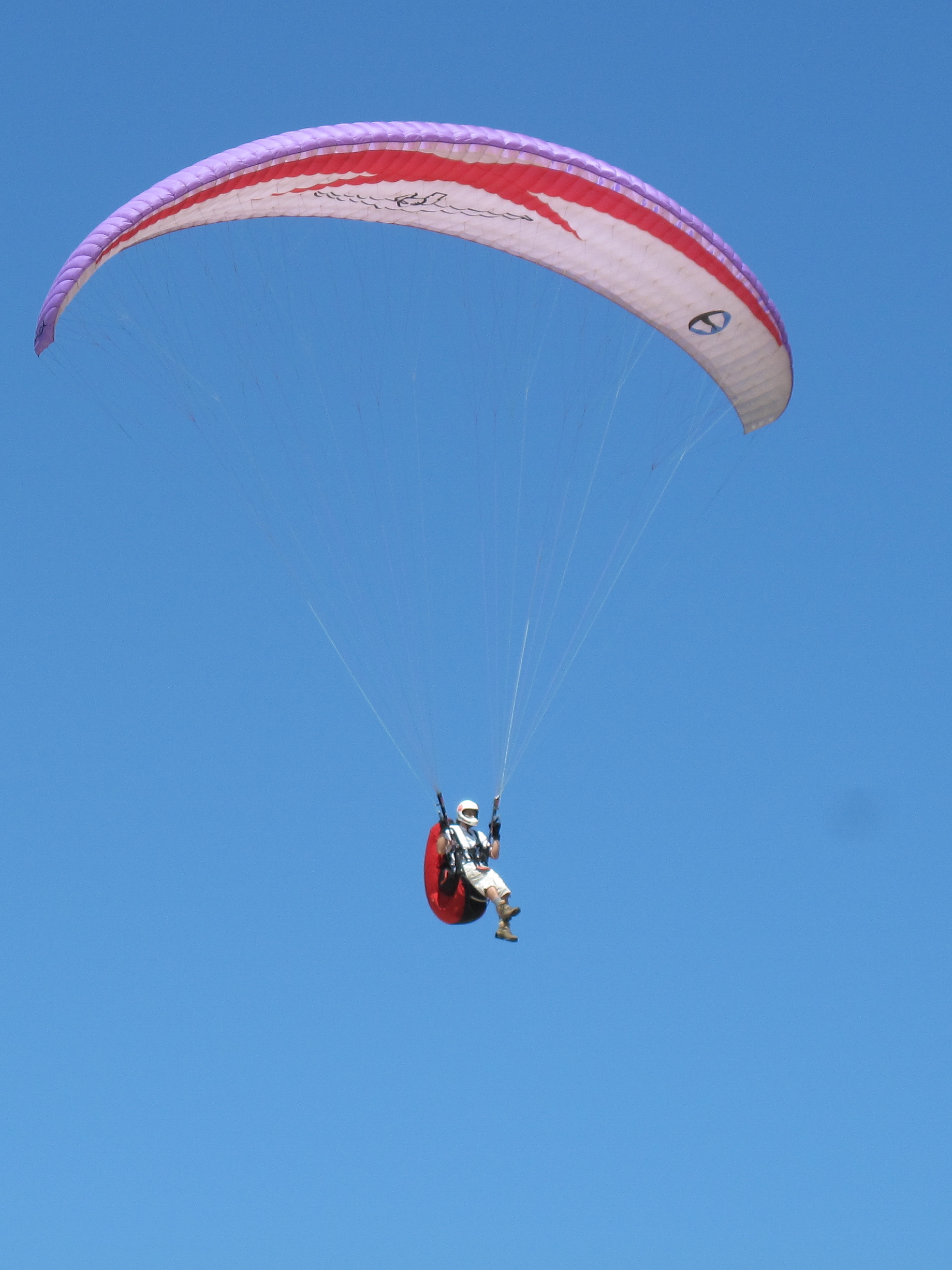
Windtech Quarx1

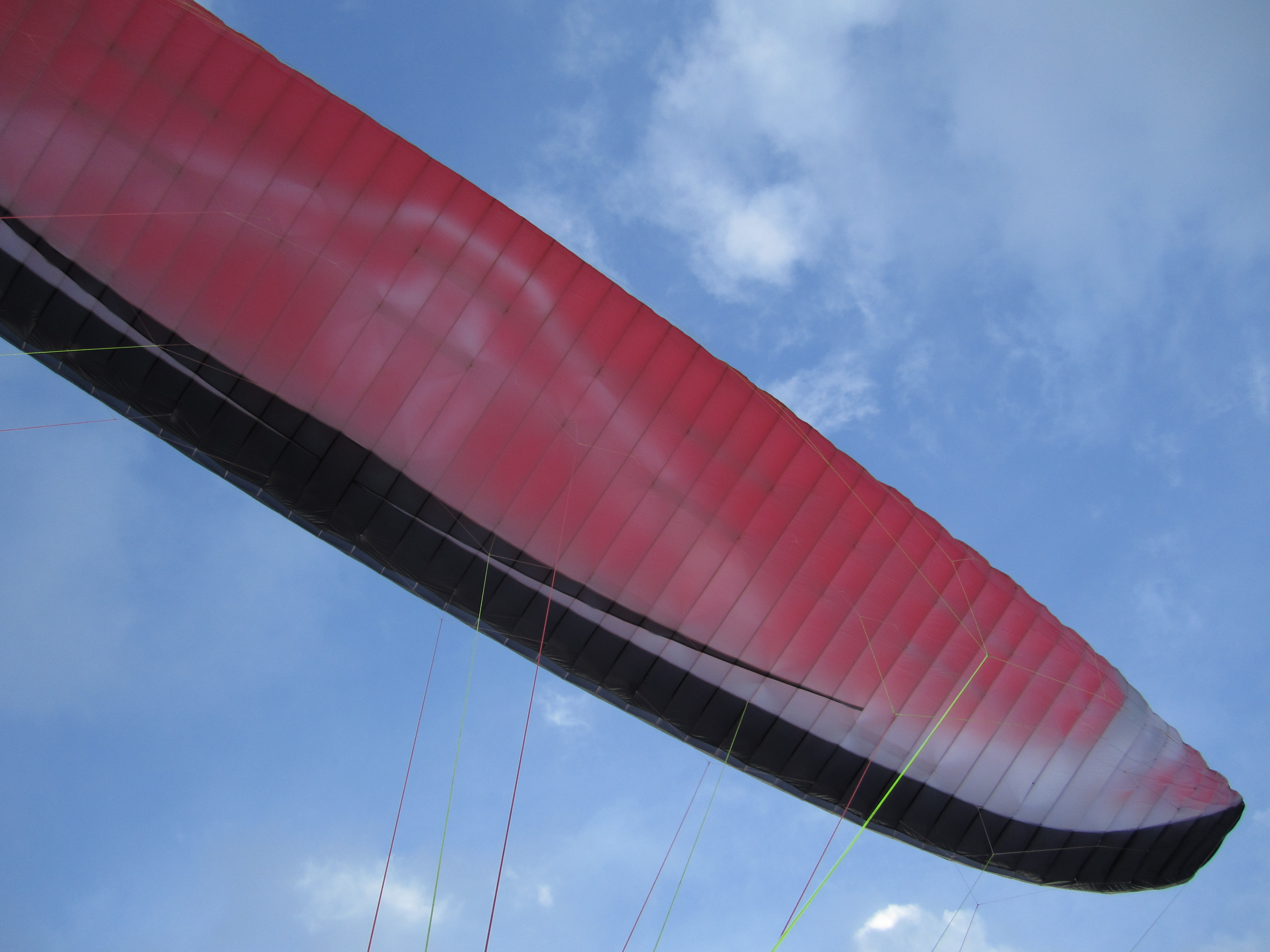
Windtech Zenith

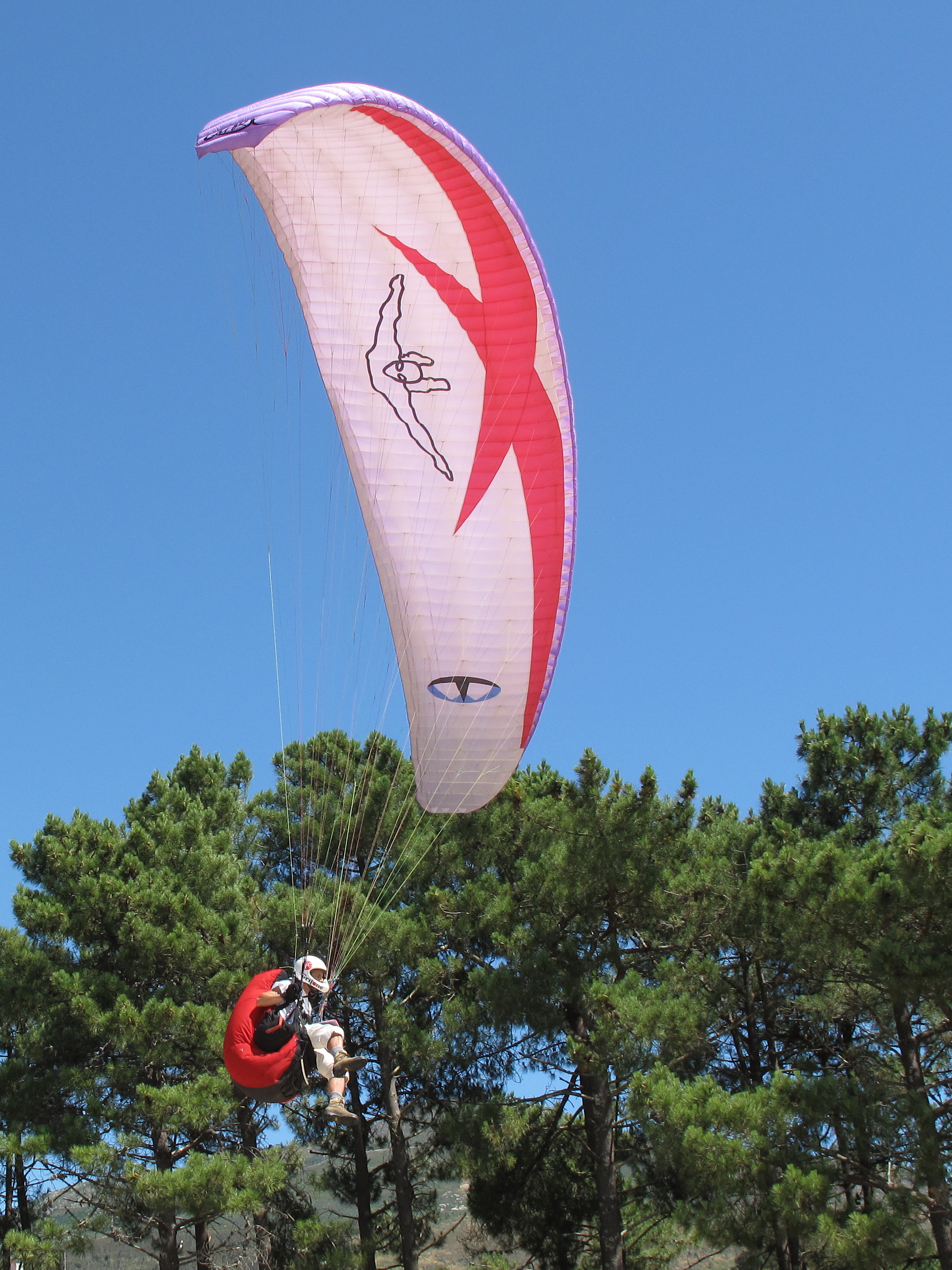
Windtech Quarx1

A pesar de que actualmente no todos los productos de la empresa siguen produciéndose, esta ha creado y comercializado las siguientes máquinas:
- Windtech Altair
- Windtech Ambar
- Windtech Arial
- Windtech Bali
- Windtech Bantoo
- Windtech Cargo
- Windtech Combate
- Windtech Coral
- Windtech Evo
- Windtech Fenix
- Windtech Miel
- Windtech Impulso
- Windtech Kali
- Windtech Kinetik
- Windtech Bucle
- Windtech Nitro
- Windtech Púlsar
- Windtech Quarx
- Windtech Ru-bi
- Windtech Serak
- Windtech Silex
- Windtech Spiro
- Windtech Syncro
- Windtech Táctica
- Windtech Tecno
- Windtech Tempest
- Windtech Tempus
- Windtech Tónico
- Windtech Tuareg
- Windtech Tucan
- Windtech Ventoso
- Windtech Zenith
- Windtech Zephyr